# Budilovina
Budilovina (en serbe cyrillique : Будиловина) est un village de Serbie situé dans la municipalité de Brus, district de Rasina. Au recensement de 2011, il comptait 254 habitants.

## Démographie
| 1948 | 1953 | 1961 | 1971 | 1981 | 1991 | 2002 | 2011 |
| ---- | ---- | ---- | ---- | ---- | ---- | ---- | ---- |
| 483  | 503  | 459  | 396  | 319  | 307  | 293  | 254  |

|  |